# Patricia Murphy
Patricia Murphy (ur. w 1981 w Clonlara, w hrabstwie Clare) – irlandzka sędzia snookerowa.
Jedna z trzech kobiet (obok Michaeli Tabb i Zhu Ying), sędziujących profesjonalne mecze snookera; debiutowała w 2004 roku.
W turniejach rankingowych prowadzi mecze eliminacyjne (po raz pierwszy w UK Championship 2005). Debiut w fazie telewizyjnej zaliczyła przy okazji juniorskiej edycji Pot Black w 2006 roku. Na chwilę obecną nie są znane plany włączenia jej w obsadę faz głównych turniejów rankingowych przez Światową Federację Snookera.
Równocześnie, wraz z Janem Verhaasem oraz Michaelą Tabb, sędziuje mecze World Series of Snooker. 
W 2008 roku, w ramach tego cyklu, transmitowanego przez oficjalnego patrona medialnego; stację komercyjną Eurosport, prowadziła swój pierwszy seniorski finał w karierze. Był nim pojedynek Ding Junhui - Ken Doherty w Warszawie.
Jest zaręczona z angielskim snookerzystą Lewisem Robertsem. Na stałe mieszka w Stamford w hrabstwie Lincolnshire.